# Juillet 1937
Cette page présente les faits marquants du mois de juillet 1937.

## Événements
- Inde : le Congrès national indien remporte près de la moitié des sièges aux élections. Il forme des gouvernements dans la plupart des provinces, obtenant la majorité absolue dans 5 provinces sur 11.
- Espagne : la hiérarchie catholique publie une « Lettre collective » exprimant sa position dans la guerre. Elle prend officiellement position pour les nationalistes.

- 1er juillet : 
  - arrestation du pasteur Martin Niemöller et de 800 membres de l’Église confessante. Il restera en camp de concentration jusqu’en 1945.
  - La Varney Air Transport prend le nom de Continental Airlines.

- 4 juillet : rallye national à l'occasion de l'exposition universelle de Paris 1937. 220 concurrents atterrissent à Orly.

- 5 juillet : 
  - convention irano-irakienne laissant le Chatt-el-Arab à l’Irak. Cet accord permet la signature du traité de Sa'dabad à Téhéran entre la Turquie, l’Iran, l’Irak et l’Afghanistan le 8 juillet, qui s’engagent à ne pas s’ingérer dans les affaires intérieures des partis contractantes, à respecter les frontières établies et à ne soutenir aucun acte d’agression contre les pays membres du pacte.
  - Bernd Rosemeyer sur une Auto Union remporte la Coupe Vanderbilt.

- 6 juillet : les forces républicaines ouvrent des fronts à Brunete (fin le 25 juillet).

- 7 juillet : 
  - incident du pont Marco Polo. Début de la seconde guerre sino-japonaise.
  - Rapport de la commission Peel préconisant le partage de la Palestine mandataire entre Juifs et Arabes
    - Une commission d’enquête présidée par lord Peel est chargée de juger de la situation en Palestine. Son rapport est publié le 7 juillet. Il préconise un partage de la Palestine : la plus grande partie du littoral de la Galilée reviendrait aux Juifs. Au centre, un corridor reliant Jérusalem à la mer resterait sous domination britannique. Tout le reste du pays formerait un État arabe fusionnant avec la Transjordanie. Le plan Peel est refusé catégoriquement par les Arabes, qui refusent de céder aux Juifs la région la plus riche sur le plan économique. Certains modérés proposent un État unitaire palestinien, avec garantie des droits aux minorités et liberté d’immigration juive dans certaines proportions, mais le comité suprême réclame l’indépendance immédiate et l’arrêt de l’immigration. Les sionistes sont partagés, entre modérés et radicaux, qui décident d’organiser leur propre force militaire, l’Irgoun. David Ben Gourion est favorable au Plan Peel, mais de nombreux sionistes s’y opposent. Ils seront majoritaires lors du congrès sioniste de Zurich de 1937.

- 11 juillet : Grand Prix automobile de Belgique.

- 15 juillet : 
  - Ultimatum de l'empire du Japon au gouvernement de Nankin pour exiger l’indépendance du Tchakhar (Mongolie-Intérieure) et du Hebei (Pékin).
  - Reichswerke Hermann Göring fondées par l’État pour regrouper toutes les sociétés exploitants le minerai de fer et relancer les mines abandonnées.
  - Début du tour du monde de Hans Bertram qui décide de boucler le tour de la planète en utilisant que des services commerciaux réguliers. Le voyage dure 20 jours, 21 heures et 30 minutes.

- 19 juillet : Hitler inaugure à Munich l’exposition « Art dégénéré » : des toiles (Paul Klee, Vassily Kandinsky…), sont détruites ou vendues aux enchères.

- 23 juillet[1] : création par Allal El Fassi du parti National au Maroc, qui deviendra l’Istiqlal en 1943, parti nationaliste.

- 25 juillet : Grand Prix automobile d'Allemagne.

- 26 juillet : 
  - le Japon envahit la Chine : les villes de Pékin, Shanghai et Nankin tombent aux mains des Japonais, malgré une énergique résistance. Dès la fin de l’année, le Japon domine les côtes chinoises.
  - 200e traversée de l'Atlantique Sud pour la compagnie Air France.

- 27 juillet :
  - premiers bombardements aériens japonais sur des villes chinoises;
  - premier vol de l'avion de transport allemand Focke-Wulf Fw 200.

- 29 juillet, Chine : mutinerie de Tongzhou

## Naissances
- 3 juillet : Tom Stoppard, réalisateur, scénariste britannique.
- 4 juillet : Jean-Marie Villégier, acteur français († 23 janvier 2024).
- 5 juillet : Nita Lowey, personnalité politique américaine († 15 mars 2025).
- 9 juillet : David Hockney, peintre et graveur britannique.
- 12 juillet : 
  - Lionel Jospin, premier ministre de la France.
  - Bill Cosby, acteur, producteur, scénariste, compositeur, humoriste et réalisateur américain.
  - Michel Louvain, Chanteur canadien († 14 avril 2021).
- 14 juillet : Yoshirō Mori, personnalité politique japonaise.
- 23 juillet : José Mata, matador espagnol († 27 juillet 1971).
- 25 juillet : Colin Renfrew, archéologue britannique († 24 novembre 2024).
- 28 juillet : Francis Veber, réalisateur français.

## Décès
- 11 juillet : George Gershwin, compositeur américain (Rhapsody in blue, An American in Paris, Porgy and Bess) (° 1898).
- 17 juillet : Gabriel Pierné, compositeur français (°1863).
- 20 juillet : Guglielmo Marconi, physicien italien (° 1874).